# Равновесие, совершенное по подыграм
Равновесие Нэша, совершенное по подыграм (англ. subgame perfect Nash equilibrium, SPNE) — концепция решения в теории игр, рафинирование равновесия Нэша для игр в развёрнутой форме.
Набор стратегий игроков называется равновесием, совершенным по подыграм, если его сужение на любую подыгру данной игры есть равновесие Нэша в ней. Интуитивно это означает, что действия сторон в некоторой игре будут одинаковы, независимо от того, разыгрывается ли она отдельно или является частью более общей надыгры.
Равновесие, совершенное по подыграм, позволяет отсеять равновесия Нэша, основанные на недостоверных угрозах игроков.
Распространённый метод решения — обратная индукция, при которой оптимизация ходов игроков начинается с конца игры. Данный метод не работает, если в игре отсутствуют подыгры, а также для повторяющихся игр с бесконечным горизонтом.

Игра в развёрнутой форме
Равновесие Нэша, несовершенное по подыграм
Равновесие, совершенное по подыграм

## См. также

Соотношение равновесных концепций решения. Стрелками обозначено направление от рафинирований к менее требовательным концепциям